# Ілдефонс Ліма
Ілдефонс Ліма Сола (кат. Ildefons Lima Solà; нар. 10 грудня 1979; Барселона, Іспанія) — андоррський футболіст, захисник. Наразі виступає за клуб «Інтер» (Ескальдес-Енгордань) та національну збірну Андорри.
У складі збірної провів 134 матчі та забив 11 голів, за цим показником посідає перше місце у списку бомбардирів за всю історію збірної Андорри.
Виступав, загалом, за команди з Іспанії, пограв у Греції, Мексиці та Італії.
У Ілдефонса є старший брат — Тоні Ліма, який також виступав за національну збірну Андорри.

## Титули і досягнення
- Чемпіон Андорри (7):

- Санта-Колома: 2014-15, 2015-16, 2016-17, 2017-18
- Інтер (Ескальдес-Енгордань): 2019-20, 2020-21, 2021-22

- Володар Кубка Андорри (2):

- Санта-Колома: 2018
- Інтер (Ескальдес-Енгордань): 2020

- Володар Суперкубка Андорри (4):

- Санта-Колома: 2015, 2017
- Інтер (Ескальдес-Енгордань): 2020, 2021